# 太陽毛絲紡績
太陽毛絲紡績株式会社（たいようけいとぼうせき）は、埼玉県川口市に本社をおく紡績・毛織物・編織物の製造販売会社。

## 沿革
- 1937年3月 - 紡毛糸の生産を目的に太陽毛絲紡績株式会社を創立。
- 1963年6月 - 東京証券取引所店頭上場登録(現在のスタンダード市場上場)。
- 1981年2月 - 太陽流通株式会社を設立。
- 1988年10月 - 中国・天津市に合弁で天津太陽毛紡有限公司を設立。
- 1995年6月 - 中国・宜興市に合弁で宜興太陽毛紡織有限公司を設立。
- 2000年8月 - 太陽テキスタイルサポート株式会社を設立。
- 2004年8月 - 店頭上場登録取消に伴い、日本証券業協会のグリーンシート市場に登録。
- 2004年9月 - 太陽流通株式会社を太陽毛絲紡績株式会社が吸収合併。
- 2008年6月 - 天津太陽毛紡有限公司との合弁契約を終了。